# Hałbów
Hałbów (alt. Chałbów) – dawna wieś w Polsce, w gminie Nowy Żmigród, w powiecie jasielskim, w województwie podkarpackim. Stanowi wschodnie zabudowania wsi Desznica.

## Historia
Hałbów to dawna wieś. Do 1934 stanowił odrębną gminę jednostkową w powiecie jasielskim, a od sierpnia 1934 gromadę w nowo utworzoej zbiorowej gminie Żmigród Nowy w powiecie jasielskim w województwie krakowskim.
W lipcu 1942 r. hitlerowscy zamordowali tam ok. 1260 Polaków głównie żydowskiego pochodzenia z Nowego Żmigrodu i  przywiezionych z Łodzi. O tym tragicznym wydarzeniu informuje tablica na pomniku w miejscu zbrodni. Część Żydów z Nowego Żmigrodu wymordowano na miejscu, około 500 wywieziono do obozu pracy w Płaszowie, część rozstrzelano w lesie pod Hałbowem na miejscowym kirkucie, a pozostałych deportowano do obozu zagłady w Bełżcu. Trzy dni później na polanie w Przeczycy Niemcy rozstrzelali większość Żydów z getta w Jodłowej. Po epizodzie tym pozostał cmentarz z mogiłami ofiar niemieckiego terroru, w lesie przy drodze do Krempnej, opodal przystanku PKS Hałbów (między Kątami a Krempną), na południe od Nowego Żmigrodu w pobliżu przełęczy.   
Po wojnie Hałbów przez pewien czas pozostawał jedną z 17 gromad gminy Żmigród Nowy, a w 1954 wszedł w skład gromady Kąty. Obecnie zupełnie zintegrowany z Desznicą.